# Genuaspets
Genuaspets, spetstyp ursprungligen knypplad i Genua, Italien. Det är en särskild typ av formslagsspets där formslagen sitter i rosettform som går under namnet genuaspets.